# مورچه‌خواران
مورچه‌خواران تیرهای از پستانداران کرک‌دار است که شامل ۲ سرده مورچه‌خوارهای بزرگ و مورخوارهای درختی می‌شود. ۳ گونه عضو این تیره هستند و آن‌ها را می‌توان در آمریکای مرکزی و جنوبی، از جنوب مکزیک تا شمال آرژانتین، یافت.

## رده‌بندی
- راسته کرک‌داران
  - زیرراسته کرم‌زبانان
    - تیره مورچه‌خوارهای بزرگ
      - گونه مورچه‌خوار بزرگ، Mymecophaga tridactyla

    - تیره مورخوارهای درختی (تاماندوا)
      - گونه مورخوار درختی شمالی، Tamandua mexicana
      - گونه مورخوار درختی جنوبی، Tamandua tetradactyla